# Karolina-szigeteki énekesseregély
A karolina-szigeteki énekesseregély (Aplonis opaca) a madarak osztályának verébalakúak (Passeriformes) rendjébe és a seregélyfélék (Sturnidae) családjába tartozó faj.
A magyar név forrással nincs megerősítve.

## Előfordulása
Guam, a Mikronéziai Szövetségi Államok, az Északi-Mariana-szigetek és Palau területén honos.

## Alfajai
- Aplonis opaca opaca (Kittlitz, 1833) - Kosrae-sziget (Karolina-szigetek, Mikronézia)
- Aplonis opaca angus (Momiyama, 1922) - Chuuk és kisebb környező szigetek (Ulithi, Fais, Wolea és Ifalik) ((Carolina-szigetek, Mikronézia)
- Aplonis opaca kurodae (Momiyama, 1920) - Yap ((Carolina-szigetek, Mikronézia)
- Aplonis opaca ponapensis (Nobusuke Taka-Tsukasa & Yamashina 1931) - Pohnpei
- Aplonis opaca aeneus (Taka-Tsukasa & Yamashina, 1931) - Az Északi-Mariana-szigetek több tagja
- Aplonis opaca guami (Momiyama, 1922) - Guam és az Északi-Mariana-szigetek közül Rota, Tinian és Saipan
- Aplonis opaca orii (Taka-Tsukasa & Yamashina, 1931) - Palau